# Dingras
Dingras (Bayan ng Dingras) es un municipio filipino de segunda categoría perteneciente a  la provincia de Ilocos Norte en la Región Administrativa de Ilocos, también denominada Región I.

## Geografía
Tiene una extensión superficial de 96.00 km² y según el censo del 2007, contaba con una población de 36.258 habitantes y 7.252 hogares; 37.021 habitantes el día primero de mayo de 2010

### Barangayes
Dingras se divide, a los efectos administrativos, en 31 barangayes o barrios, todos de carácter rural, excepto dos: Albano y Madamba.
| - Albano (Población) - Bacsil - Bagut - Parado (Bangay) - Baresbes - Barong - Bungcag - Cali - Capasan - Dancel (Población) - Foz | - Guerrero (Población) - Lanas - Lumbad - Madamba (Población) - Mandaloque - Medina - Ver (Naglayaan) - San Marcelino (Padong) - Puruganan (Población) - Peralta (Población) | - Root (Baldías) - Sagpatan - Saludares - San Esteban - Espíritu - Sulquiano (Sidiran) - San Francisco (Surrate) - Suyo - San Marcos - Elizabeth |

## Economía
Considerado  el granero de arroz de la provincia. Ya en 1851 la misión agustina informó de que su suelo era el más fértil y productivo.

## Historia
San José de Dingras fue fundado por los frailes agustinos el año de 1598.
Se trata por tanto de uno de los primeros asentamientos de Ilocos, precedido solamente por la ciudad de Batac (1580), San Nicolas (1584), Laoag (1585), Paoay (1593) y Bacarra (1594).
Más tarde se establecieron los demás municipios de Ilocos Norte: Badoc (1714), Sarrat y Vintar en (1724) y Piddig en (1775).
Del término de Diangras se segregaron los siguientes municipios: Piddig, Espíritu, Solsona y Marcos.

### Fundación
En 1576 el capitán español Juan de Salcedo se detuvo en lo que hoy es la ciudad de Laoag camino del norte, en su expedición de conquista.
Salcedo vio como los nativos usaban collares, pulseras y dijes de oro. Les  preguntó por la fuente de su riqueza, contestándole que unas cuatro leguas al este de Laoag había una región donde el oro era tan abundante como las hojas de los árboles.
Llegaron al lugar personas atraídas por la noticia, comprobando como había poca o ninguna verdad en cuanto a lo informado. En lugar de regresar decepcionadas, se asentaron en el lugar, comenzando a construir y cultivar.

### Nombre
La ciudad tiene una interesante leyenda que el origen de su nombre. En los primeros tiempos había dos barrios gobernados cada uno por un jefe poderoso o Datu. Ambos personajes eran enemigos acérrimos y se odiaban a muerte.
Un día Allawigan y sus guerreros fueron a cazar. En este grupo el guerrero más valiente era su hijo Ras.
Durante la cacería, Ras persiguiendo a un ciervo se aparta del grupo cruzando el río, donde se encontraba una hermosa doncella recogiendo flores, se trataba de Ding, la hija de Naslag.
Ras enamorado solicita a su padre permiso para poder casarse con Ding. Debido a la rivalidad existe entre ambas familias solamente podía conseguir su propósito mediante una batalla campal entre las dos tribus. Se aceptó el desafío. El combate se libró resultando Ras vencedor quien triunfante trajo a Ding ente su padre, Allawigan. Tras la boda llamaron a los dos barrios, ya unificados, Dingras.